# Сквонк
Сквонк или Скуонк — легендарное существо, якобы обитающее в тсуговых лесах северной Пенсильвании, США. Легенды о сквонке, вероятно, появились в конце XIX века, в разгар развития в Пенсильвании лесной промышленности и вырубки лесов.
Самое раннее известное записанное сообщение о скуонке отражено в книге Уильяма Т. Кокса под названием Внушающие страх существа лесов и некоторые звери пустынь и гор (1910). В этой же книге был приведён рисунок сквонка, но плохого качества. Полноценного описания сквонка не существует — даже в указанной книге оно лишено строгой определённости. Информация из этой книги Кокса перепечатана в труде Хорхе Луиса Борхеса «Книга вымышленных существ» (1969).
Легенда гласит, что кожа существа очень плохая, покрыта бородавками, наростами и пятнами, и поэтому оно скрывается от посторонних глаз и постоянно горько плачет из-за своего уродства. Существо якобы склонно к уединению и выходит из своего убежища только ночью. Его присутствие можно заметить по мокрым следам или звукам плача. Легче всего обнаружить сквонка в холодную погоду при полной Луне; тогда он менее подвижен, его легче заметить, а его плач слышен лучше.
Охотники, которые пытались поймать сквонка, обнаружили, что существо способно избежать пленения путём полного растворения в собственных слезах, когда его загоняют в угол. Некий Дж. П. Вентлинг, как предполагается, всё-таки поймал одного сквонка и спрятал его в своей сумке, которая, пока он нёс её домой, вдруг сильно потеряла в весе. При осмотре он обнаружил, что мешок содержал лишь жидкие остатки грустного животного.
Фиктивное «научное название» сквонка — Lacrimacorpus dissolvens — происходит от латинских слов, означающих «слеза», «тело» и «растворяющийся».

## Другие употребления
Термин «сквонк» также известен в химии и биологии. Так называются некоторые вещества, устойчивые в растворе или иных «диких» условиях, но которые не могут быть изолированы или «захвачены» без катализации их полимеризации или разложения («растворяются в собственных слезах»).

## Дополнительные факты
- В 1976 году британская прог-рок-группа Genesis записала композицию «Squonk» для альбома A Trick of the Tail.
- Упоминается в фильме Марио Бавы "Кровавый залив".